# Dámóc
Dámóc község Borsod-Abaúj-Zemplén vármegyében, a Cigándi járásban.

## Fekvése
A Bodrogköz magyarországi részének északkeleti csücskében helyezkedik el, közvetlenül a szlovák határ mellett, a megyeszékhely Miskolctól közúton mintegy 110, Sárospataktól 50 kilométerre keletre.
A közvetlenül szomszédos települések közül Zemplénagárd és Lácacséke egyaránt nagyjából 4-4 kilométerre fekszik, a legközelebbi város a határ magyar oldalán a körülbelül 17 kilométerre lévő (ám a Tisza túlpartján fekvő, s csak komppal megközelíthető) Záhony.
A határon túl a legközelebbi települések a szlovákiai Perbenyik (Pribeník), Kisdobra (Dobrá) és Bély (Biel); a legközelebbi város pedig Tiszacsernyő (Čierna nad Tisou).

### Megközelítése
Csak közúton érhető el: Lácacséke és Zemplénagárd felől a 3807-es, Révleányvár felől pedig a 3809-es úton; ez utóbbin érhető el Őrhegy nevű, különálló településrésze is.
A határon túli szomszédaival nincs közvetlen közúti kapcsolata, a legközelebbi határátkelőhely Zemplénagárd-Nagytárkány közt található.

## Története
Az Alsó-Bodrogköz legészakibb településének neve szláv eredetű, 1934-ben Láca határjárásában szerepel először Villa Dámócz néven. A települést a 15. században az Agárdyak, a Tárkányiak és a Szécsiek birtokolják, 1510-ben pedig a Vékeyeké. Az 1514-es rovásadó jegyzék lakatlannak írja. 1873-tól a királyhelmeci, 1882-től a bodrogközi, 1920-tól a ricsei, 1956-tól a járások megszűnéséig a sátoraljaújhelyi járáshoz tartozott. Közigazgatásilag 1919-ig Zemplénagárdhoz, 1920 és 1949 között Lácához tartozott. Régebben külterületi települései voltak: Mokcsa, Mulas, Őrhegy, Szélföld és Vadaskert.

## Közélete

### Polgármesterei
- 1990–1994: Kereszti József (KDNP)[3]
- 1994–1998: Kereszti József (KDNP)[4]
- 1998–2002: Dr. Salamonné dr. Angyal Angéla (független)[5]
- 2002–2006: Dr. Salamonné dr. Angyal Angéla Ilona (független)[6]
- 2006–2008: Szajkó János (független)[7]
- 2008–2010: Tömös Béla Gyuláné (független)[8]
- 2010–2014: Tömös Béla Gyuláné (független)[9]
- 2014–2019: Tömös Béla Gyuláné (független)[10]
- 2019–2024: Brekk Lászlóné (független)[11]
- 2024– : Brekk Lászlóné (független)[1]

A településen 2008. december 14-én időközi polgármester-választást (és képviselő-testületi választást) tartottak, az előző képviselő-testület önfeloszlatása miatt. A választáson a hivatalban lévő polgármester is elindult, de szoros küzdelemben, a győzteshez képest 5 szavazatnyi különbséggel csak a második helyet tudta elérni három jelölt közül.

## Népesség
A település népességének változása:
| Lakosok száma | 364  | 372  | 371  | 299  | 307  | 300  | 295  |
|               | 2013 | 2014 | 2015 | 2021 | 2022 | 2023 | 2024 |

2001-ben a település lakosságának 86%-a magyar, 14%-a cigány nemzetiségűnek vallotta magát.
A 2011-es népszámlálás során a lakosok 94,8%-a magyarnak, 18,8% cigánynak, 0,3% ruszinnak, 0,3% ukránnak mondta magát (5,2% nem nyilatkozott; a kettős identitások miatt a végösszeg nagyobb lehet 100%-nál). A vallási megoszlás a következő volt: római katolikus 26%, református 30,1%, görögkatolikus 29,6%, felekezeten kívüli 3% (10,5% nem válaszolt).
2022-ben a lakosság 92,5%-a vallotta magát magyarnak, 30,6% cigánynak, 0,3% görögnek, 2,6% egyéb, nem hazai nemzetiségűnek (7,5% nem nyilatkozott; a kettős identitások miatt a végösszeg nagyobb lehet 100%-nál). Vallásuk szerint 18,9% volt római katolikus, 36,5% református, 24,1% görög katolikus, 0,3% egyéb keresztény, 4,2% felekezeten kívüli (16% nem válaszolt).

## Látnivalók
- Őrhegyi Pihenőpark
- Szahajdó-érmaradvány
- Görög-katolikus templom
- Görögkatolikus szerzetesek